# Charles Thévenin
Charles Thévenin (Parigi, 12 luglio 1764 – Parigi, 28 febbraio 1838) è stato un pittore francese neoclassico.

## Biografia
Charles Thévenin è stato un artista neoclassico, conosciuto soprattutto per le sue opere eroiche riferite sia al periodo rivoluzionario che a quello imperiale.

Era figlio di un Architetto di Corte e studiò pittura presso l'"Accademia reale di pittura e scultura" con François-André Vincent.

Nel 1789, con il quadro Giuseppe riconosciuto dai fratelli, risultò secondo nella classifica per il prix de Rome, ma nel 1791, conquistò il primo premio (ex aequo) con l'opera Regolo ritorna a Cartagine. Ricevette allora i suoi primi incarichi e, nel 1790, eseguì la prima versione de La presa della Bastiglia, che suscitò numerosi commenti. Ricevette altresì un secondo premio al Concorso dell'Anno II, per la tela intitolata Il 14 luglio 1789.
Per un certo tempo tralasciò la pittura storica a favore di soggetti decorativi, poi, nel 1798, realizzò Angerau al ponte di Arcole. Con questo quadro diede inizio ad una serie di opere dedicate alla gloria dell'Impero napoleonico. 
Partì quindi per Roma, dove soggiornò a Villa Medici e frequentò Dominique Ingres. Dal 1816 al 1823 gli fu data la direzione dell'Académie de France à Rome.

Tornato a Parigi nel 1825 fu eletto membro dell'Académie des Beaux-Arts e nominato Conservatore del Gabinetto delle stampe della Biblioteca nazionale di Francia.

## Opere
- Giuseppe riconosciuto dai fratelli (1789). Museo di Belle Arti, Angers.
- Un vincitore della Bastiglia (1789). Musée Carnavalet, Parigi.
- La vendetta del popolo dopo la presa della Bastiglia o Assassinio del Marchese di Pelleport (1789-90). Museo Carnavalet, Parigi.
- Il Marchese di Launay, governatore della Bastiglia, catturato dagli assalitori il 14 luglio 1789 (1789-93). Museo Carnavalet, Parigi.
- La Presa della Bastiglia (acquaforte, 1790). Biblioteca nazionale di Francia, Parigi.
- Regolo ritorna a Cartagine (1791). Scuola nazionale superiore di belle arti, Parigi.
- La Festa della Federazione, il 14 luglio 1790, al Campo di Marte (Parigi) (1792). Musée Carnavalet, Parigi.
- Edipo e Antigone (c. 1795-96). Assemblea nazionale, Parigi.
- Charles Pierre François Augereau al ponte di Arcole, 15 novembre 1796 (1798). Museo nazionale del Castello di Versailles.
- Ritratto di Jean-Baptiste de Lamarck (1802-03).
- Abbazia di St. Martino di Sées (c. 1810).
- Resa della città di Ulm, il 20 ottobre 1805 (1815)

## Galleria d'immagini

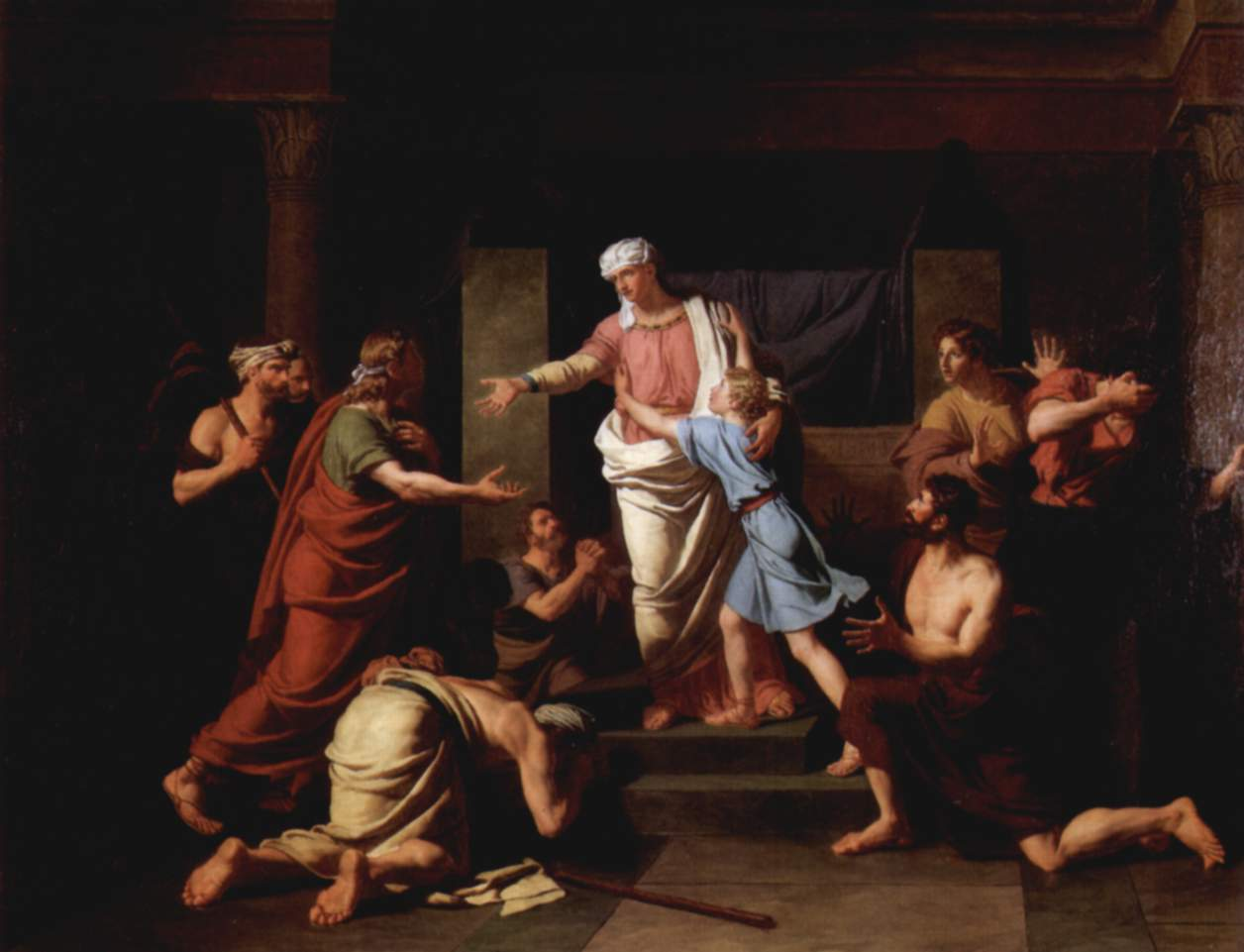
Giuseppe ricunosciuto dai fratelli. (1789)
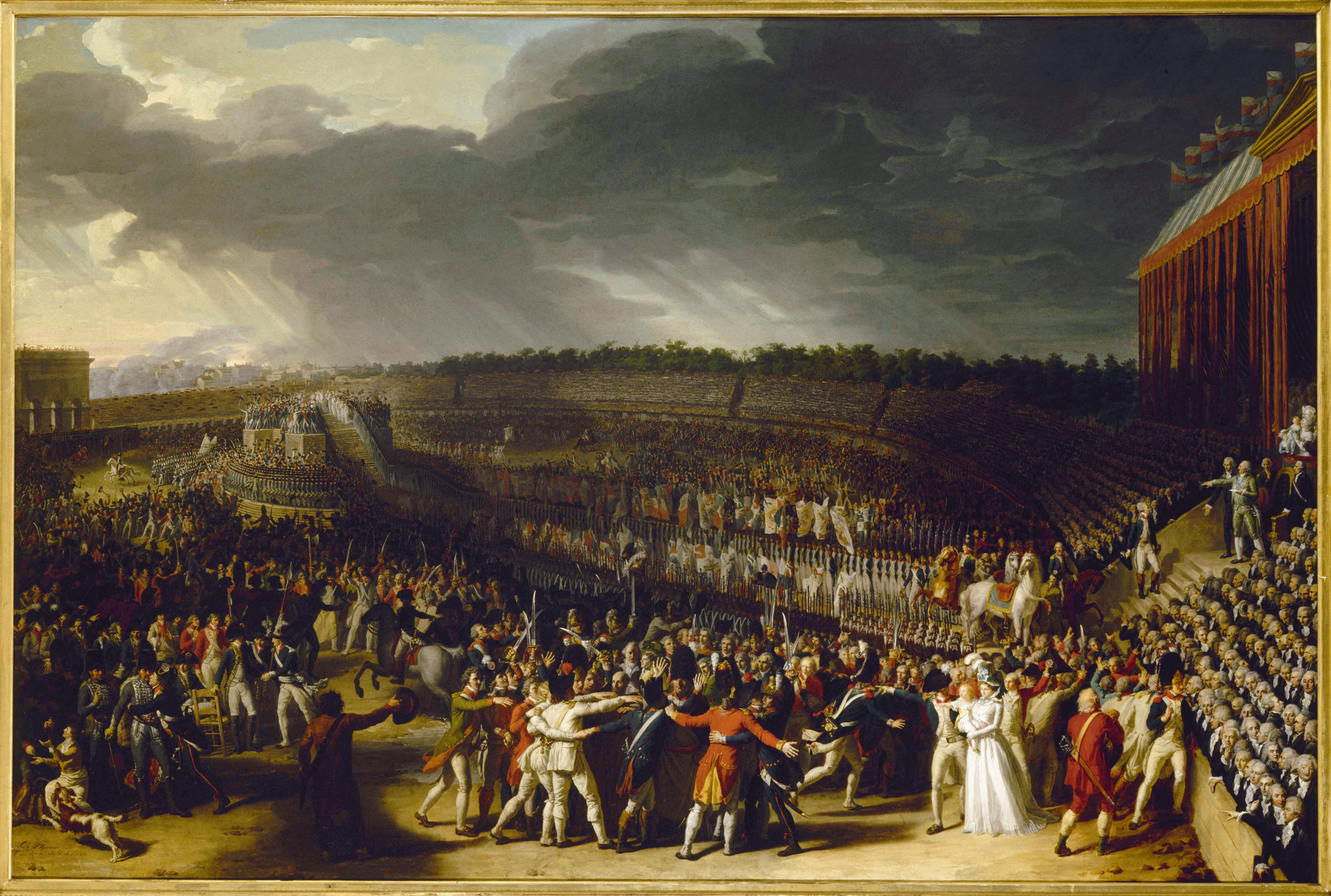
La Festa della Federazione, 14 luglio 1790. (1792)
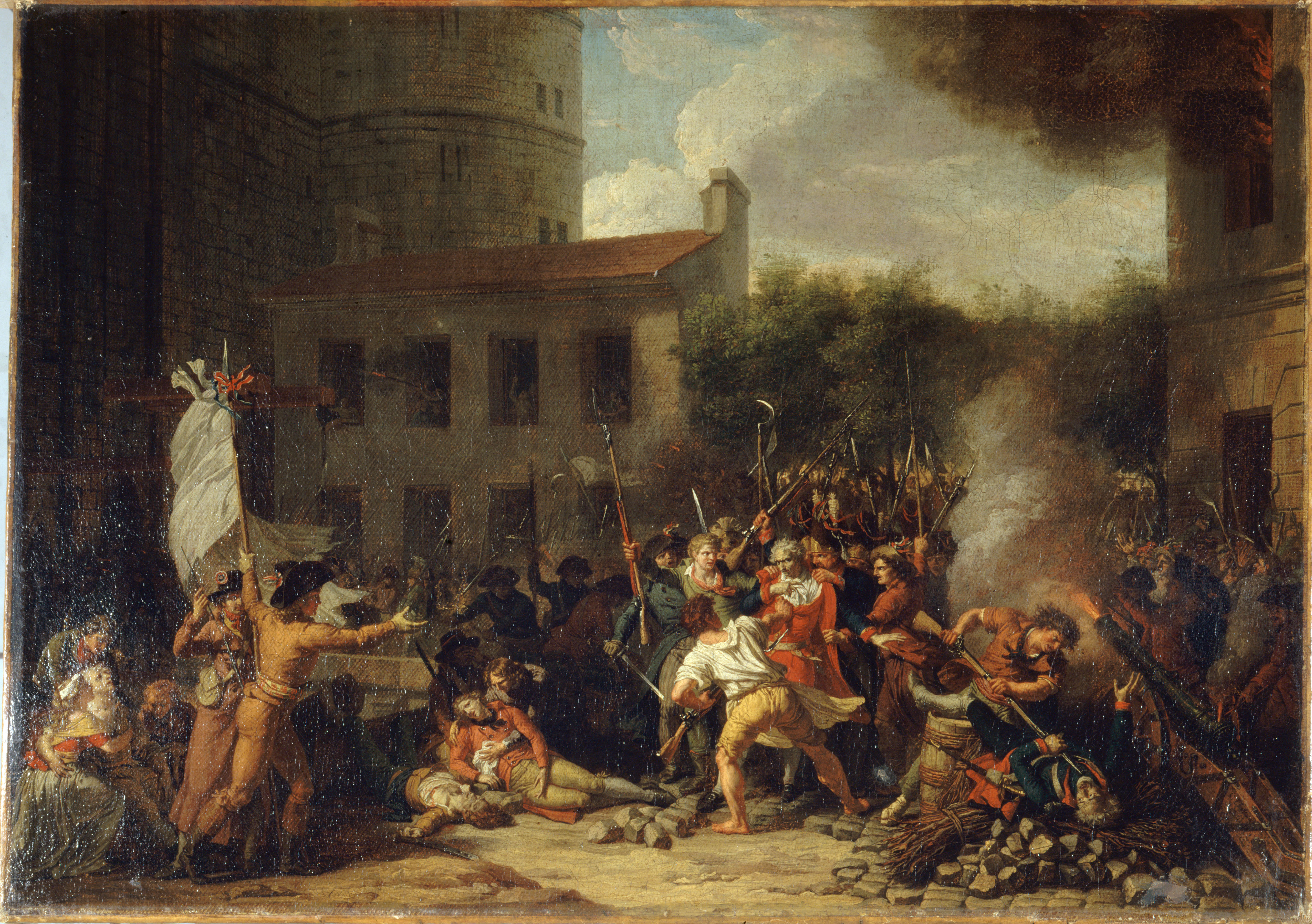
La Presa della Bastiglia. (1793)
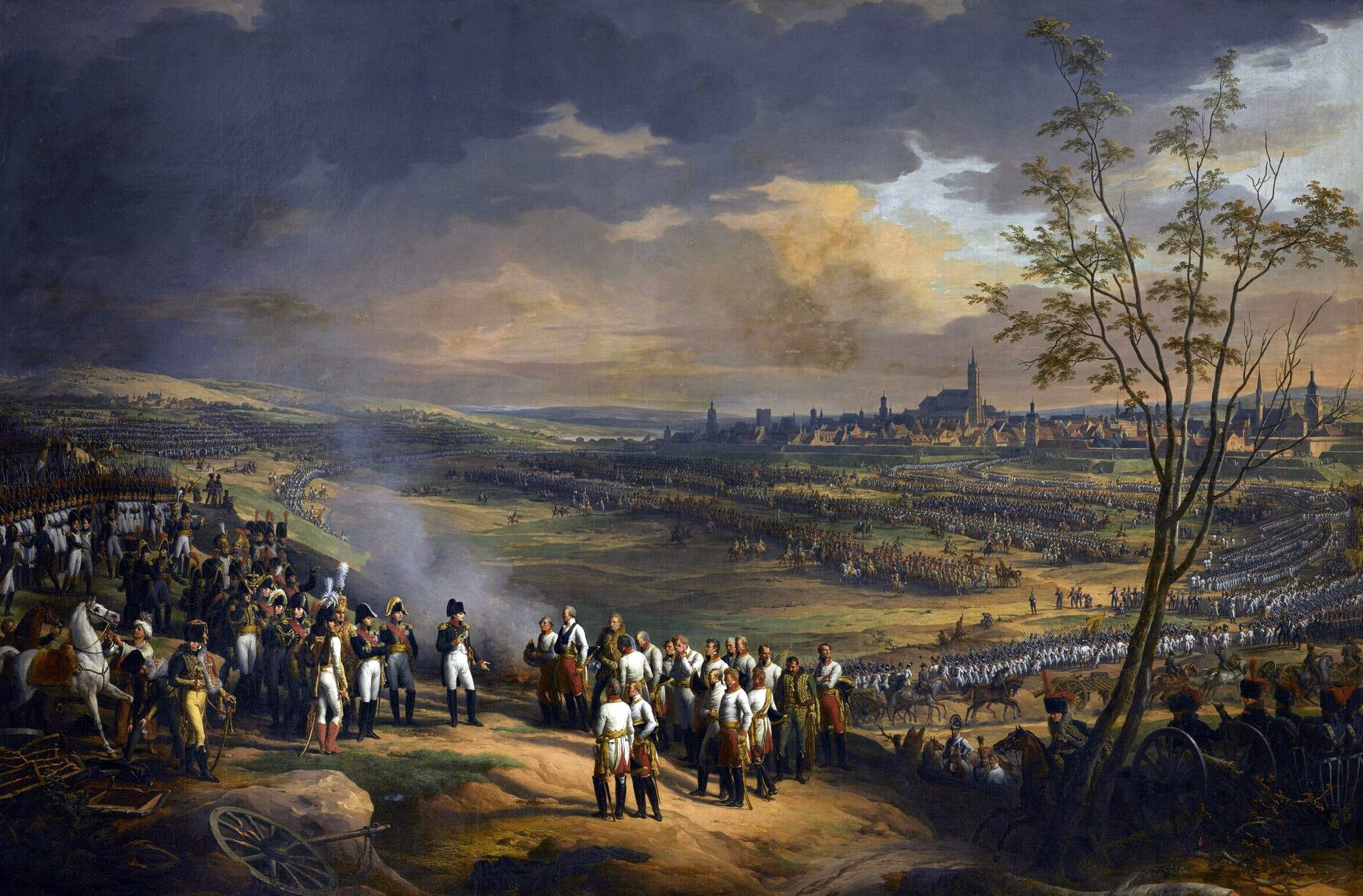
Resa della città di Ulm, 1805. (1815)
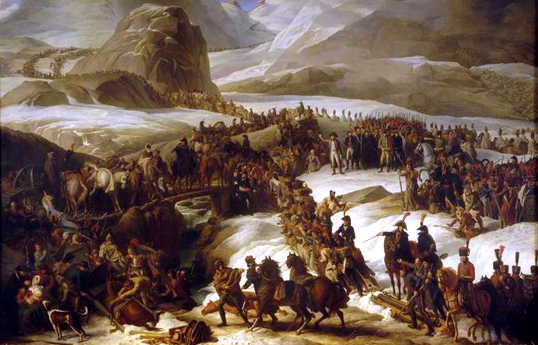
L'esercito francese attraversa il passo del San Bernardo. (1806).
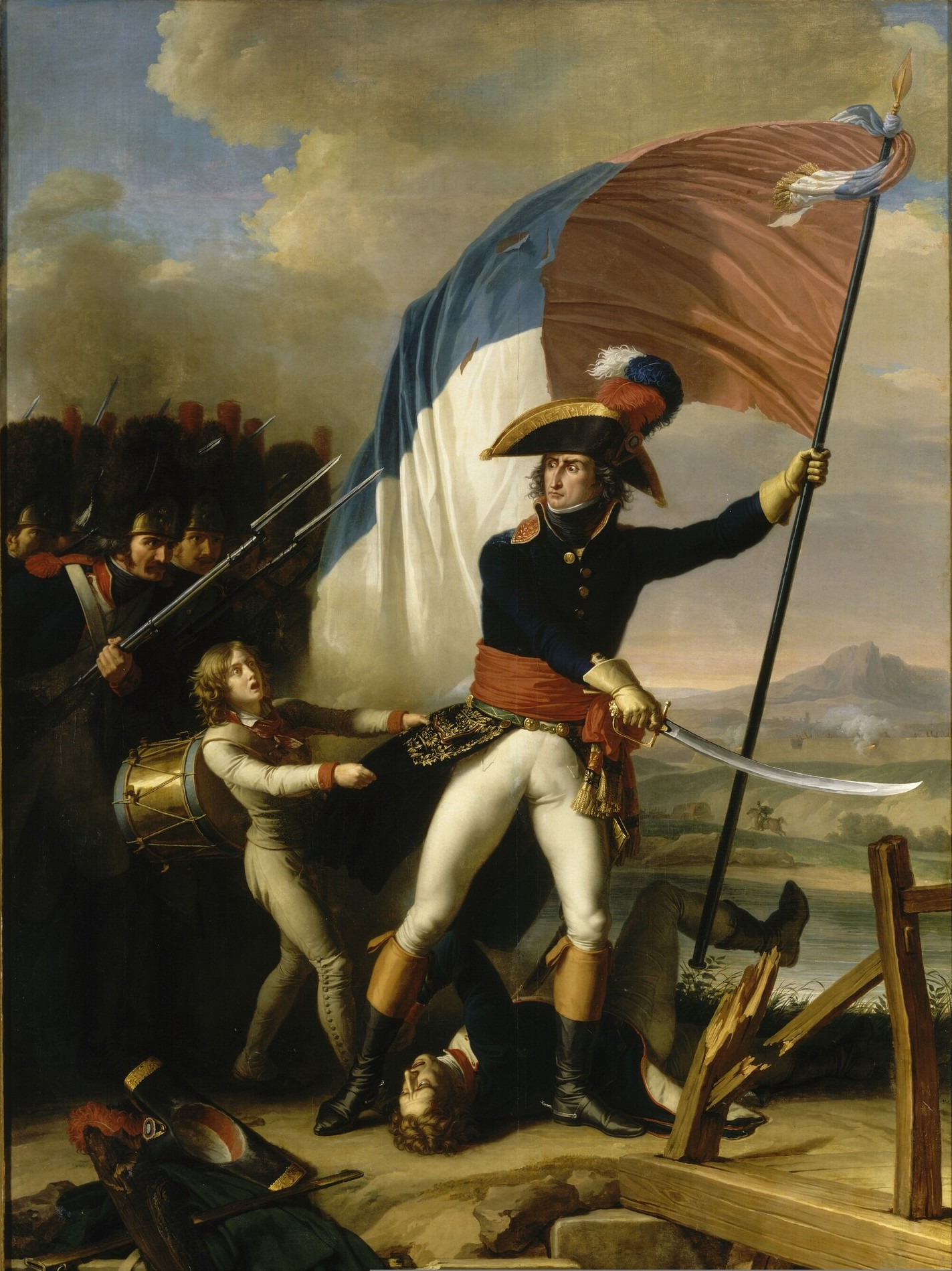
Augereau al ponte di Arcole, 1796. (1798)